# Stade Arturo-Collana
Le stade Arturo-Collana (en italien : Stadio Arturo Collana) est un stade omnisports italien (servant principalement pour le football) situé à Vomero, quartier de la ville de Naples, en Campanie.
Le stade, doté de 12 000 places (il est le second stade le plus important de la ville après le stade Diego-Armando-Maradona) et inauguré en 1929, sert d'enceinte à domicile à l'équipe de football féminin de la Società Sportiva Dilettantistica Napoli Femminile, aux équipes de football américain des Brigants de Naples et des 82'ers de Naples, ainsi que l'équipe de rugby à XV du Partenope Rugby.
Il porte le nom d'Arturo Collana, ancien journaliste sportif local, fondateur du Gruppo Napoletano Giornalisti Sportivi (en français : du Groupe napolitain des journalistes sportifs).

## Histoire
Les travaux du stade débutent en 1925 pour s'achever quatre ans plus tard. Il est inauguré sous le nom de Stade du Vomero (en italien : Stadio del Vomero)
Stade du 28-Octobre (en italien : Stadio XXVIII Ottobre).
Il est ensuite rebaptisé un temps en Terrain sportif del Littorio (en italien : Campo sportivo del Littorio) à cause de la période fasciste.
Durant la saison 1933-34, le SSC Naples joue ses matchs à domicile au stade (leur stade Giorgio-Ascarelli rencontrant quelques problèmes).
Durant la Seconde Guerre mondiale, le stade, après la déclaration de l'armistice entre l'Italie et les forces armées alliées (le 8 septembre 1943), est réquisitionné par la Wehrmacht et utilisé par les SS comme camp de concentration pour détenir les citoyens avant de les envoyer en Allemagne. Cela provoque une forte réaction des Napolitains, conduisant à l'insurrection populaire connue sous le nom des Quatre journées de Naples.
Après la guerre, il est renommé durant un temps stade de la Libération (en italien : Stadio della Liberazione). Le Napoli continue alors d'utiliser le stade de temps à autre en attendant la construction du stade San Paolo.
Durant les années 1960, le club de l'Internapoli joue ses matchs au stade.
Le stade est rénové en 1975. Il est alors rajouté une piste d'athlétisme, et le terrain est remodelé pour que soit joué des matchs de rugby à XV.
Depuis 2003, c'est l'équipe féminin du club, le Napoli Femminile, qui utilise le stade.

## Galerie

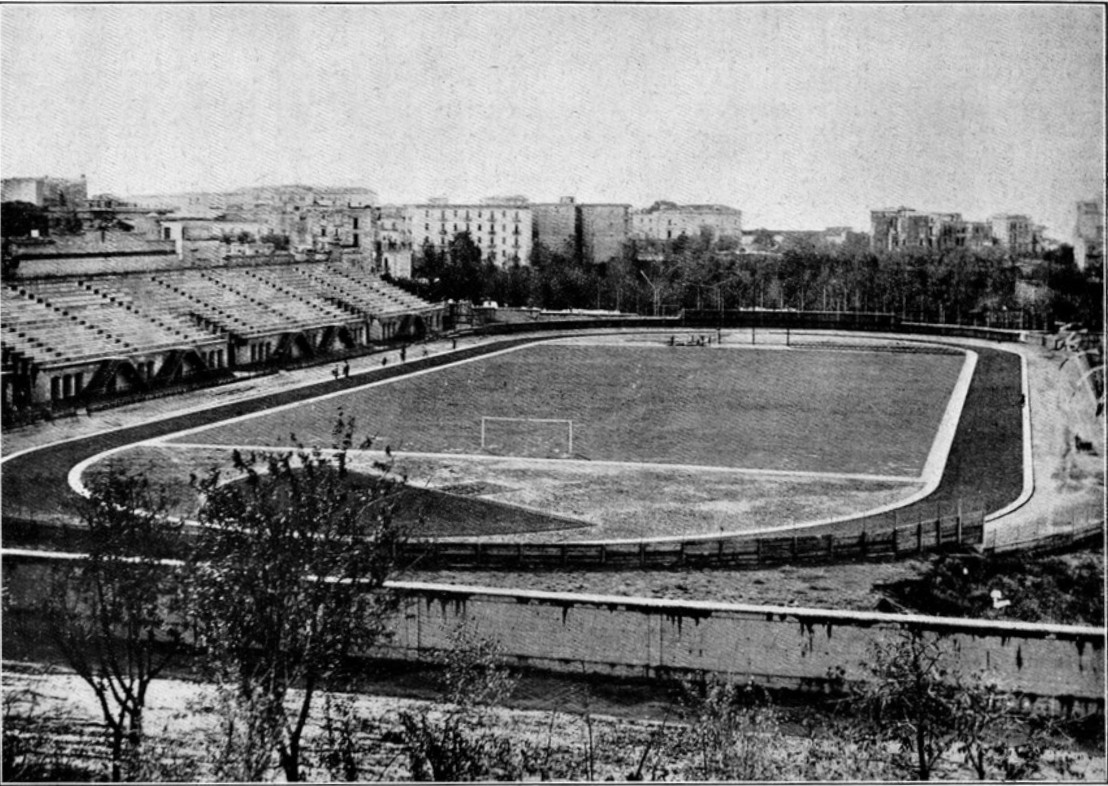
Photo du stade en 1929
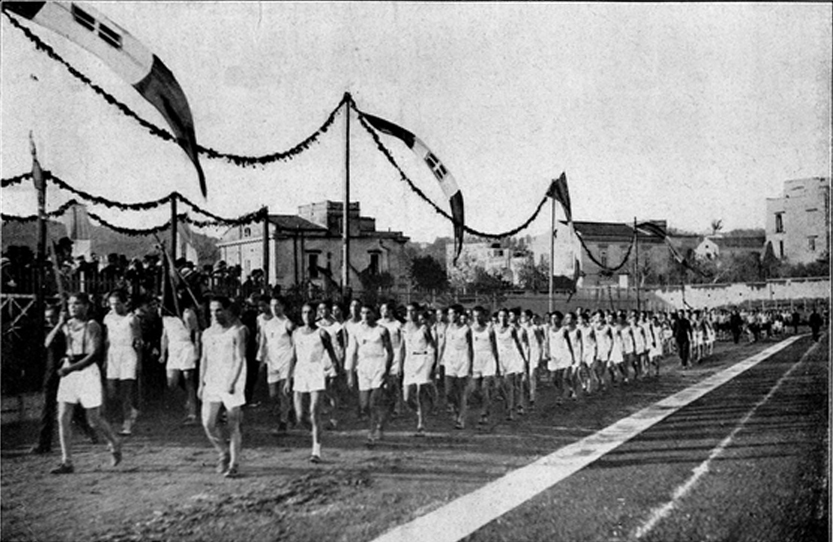
Photo de l'inauguration du stade en 1929
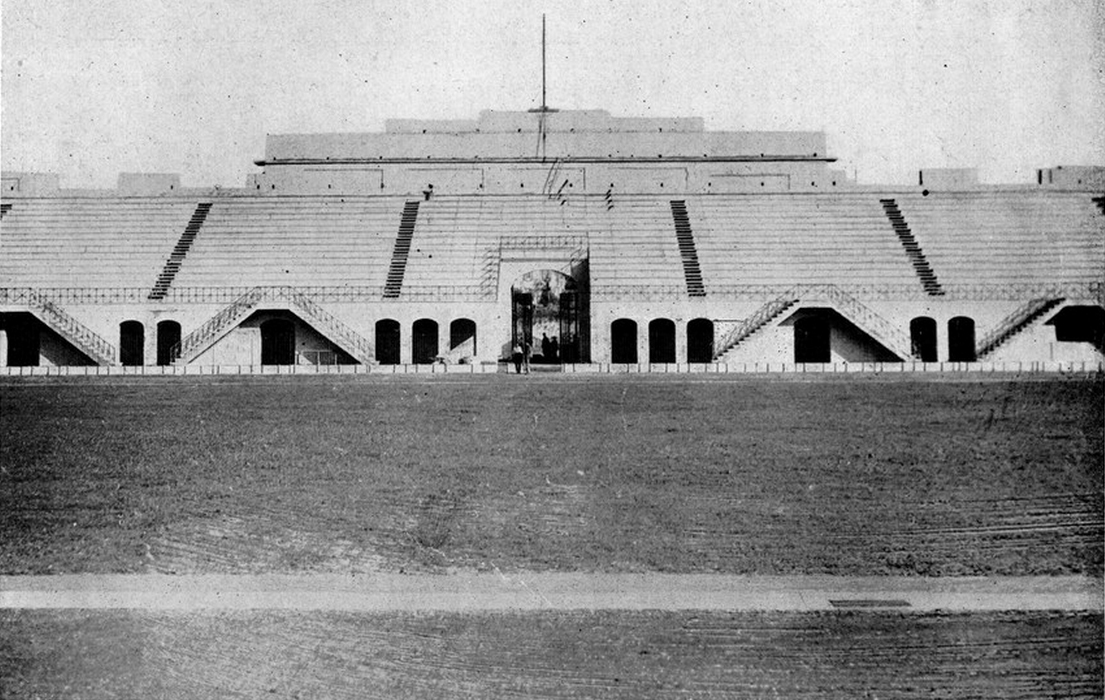
Tribunes du stade en 1929
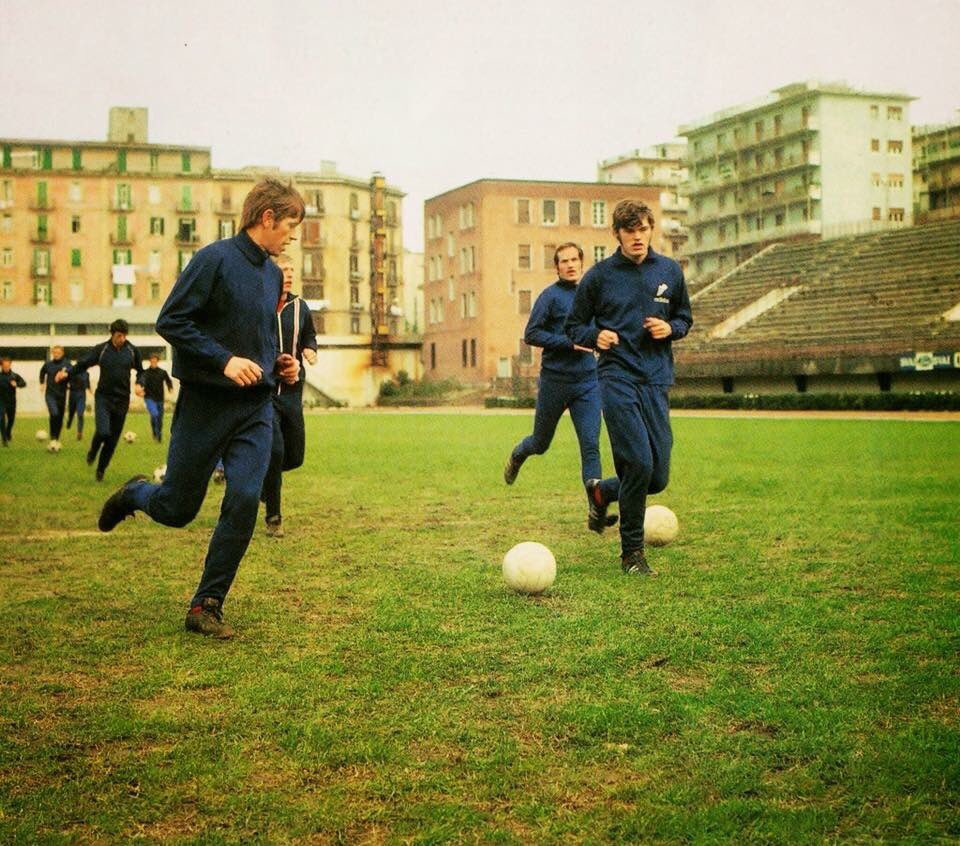
Entraînement au stade de l'équipe de l'Ajax Amsterdam (Mühren, Suurendonk et Hulshoff) en 1969